# Siakanie
Siakanie (jabłonkowanie, sziakanie) ist die gleiche (halbweiche) Aussprache der Zischlaute ś, ć, ź, dź und š, č, ž, dž. Es kommt in den Teschener Mundarten in der Jablunkover Region sowie in einigen goralischen Mundarten in der Slowakei vor. Entstanden ist es vermutlich durch die Vermischung schlesischer und kleinpolnischer Siedler.
Ein typisches Beispiel ist der folgende Satz:
- Masina jedzie po sinach do Ciesina i piści.